# Македонска кухиња
Македонска кухиња (мак. Македонска кујна) представља типичну балканску кухињу. Састоји се од турске, грчке и блискоисточне кулинарике. Нешто мање има италијанске, медитеранске и мађарске кулинарике. Због релативно топле климе, која је идеална за узраст воћа, поврћа и зачина, македонска кухиња је врло разнолика.
Такође је позната по добрим млечним производима, нарочито сиру (сирење, качкаваљ) а и по алкохолном пићу.

## Традиционална македонска јела
- Кисело млеко, јогурт

Салате:
- Таратор
- Шопска салата
- Макало

Главна јела:
- Мусака
- Сарма
- Кори
- Селско месо
- Вардарско грне
- Тавче-гравче
- Шкембе чорба
- Кукурек (јело од јагњечих изнутрица)
- Охридска пастрмка
  - тресена пастрмка
- Дојрански крап
- Преспански крап
- Дојранска црвеноперка
- Циронка
- Чомлек

Закуске/предјела:
- Колбаси
- Попара

Пите и пецива:
- Пита
- Бурек
- Симит-погача
- Баница
- Боденик
- Ѓомлезе
- Пастрмајлија

Зимница:
- Ајвар
- Лутеница
- Туршија

Сиреви:
- Бело сирење
- Кашкавал

Десерти:
- Алва
- Тулумбе
- Сутлијаш

Остало:
- Мед
- Зачини и билки

## Традиционална македонска пића
- Македонски вина
  - Црна вина
    - Т'га за југ
    - Александрија црвено
    - Витач
    - Вранец
    - Калеш
    - Македонско црвено

  - Бела вина
    - Александрија бело
    - Македонско бело
    - Траминец
    - Смедеревка
- Ракија
  - Лозова ракија
  - Сливова ракија
  - Кајсиева ракија
- Мастика
- Пиво
  - Скопско
  - Битолско
  - Крали Марко (Прилепско)
  - Даб
- Боза
- Кисела вода
  - Пелистерка
  - Пела роса
  - Илина